# Luca Toni
Luca Toni (Pavullo nel Frignano, 26 de maig del 1977) és un exjugador de futbol italià que jugava com a davanter.

## Biografia
Va debutar com a professional amb el club de la seva ciutat, el Modena FC, el 1994. Els seus primers anys no van ser fàcils, sense assolir establir-se en un equip fix, car va jugar per a un gran nombre de clubs durant curtes etapes.
Després de jugar en diversos equips de la Sèrie B, va aconseguir fer el salt a la Sèrie A amb el Vicenza Calcio, l'any 2000. Però el seu gran destapi com golejador es produiria novament en la Sèrie B, jugant amb l'US Città di Palermo, quan va marcar 30 gols i va ajudar l'equip a aconseguir l'ascens de categoria.
La seva millor temporada com futbolista va ser la 2005-06 amb la Fiorentina, car es va donar a conèixer internacionalment sent el màxim golejador del campionat italià amb 31 gols, i guanyant a més la Bota d'Or al golejador de les lligues europees, quedant el seu equip en llocs de classificació per a la Lliga de Campions de la UEFA.
Aquests grans nombres el van ajudar a debutar amb la selecció italiana el 18 d'agost del 2004, sent un dels jugadors titulars en el torneig de classificació per a la Copa Mundial de Futbol de 2006 i arribant a marcar tres gols en un partit davant la selecció belarussa. Amb la classificació assegurada, va entrar en la llista de convocats per a la fase final de torneig.
En el Mundial va ser titular amb Itàlia, i va marcar dos gols en el partit de quarts de final contra la selecció ucraïnesa. En la final li va ser anul·lat un gol per fora de joc, encara que va poder proclamar-se campió del món amb la seva selecció.
Per causes del "Moggi-Gate", la Fiorentina va començar en la Lliga Italiana 2006-2007 amb menys 19 punts. Per això, es comentava que Toni podia anar-se'n a l'Inter de Milà o al Reial Madrid. Va haver-hi molts rumors, però al final Toni es va quedar en la Fiorentina, per a intentar salvar el conjunt viola.
El 28 d'abril de 2007 es confirma el seu fitxatge pel FC Bayern de Múnic pel qual el club bavarès pagarà 11.58 milions d'euros a la Fiorentina.

## Participacions en Mundials
| Mundial                        | Seu      | Resultat |
| ------------------------------ | -------- | -------- |
| Copa Mundial de Futbol de 2006 | Alemanya | Campió   |

## Palmarès

### Campionats estatals
| Títol                     | Equip (*)          | País     | Any  |
| ------------------------- | ------------------ | -------- | ---- |
| Serie B                   | US Palermo         | Itàlia   | 2004 |
| Copa de la Lliga alemanya | FC Bayern de Múnic | Alemanya | 2007 |
| Bundesliga                | FC Bayern de Múnic | Alemanya | 2008 |
| Copa alemanya             | FC Bayern de Múnic | Alemanya | 2008 |

### Campionats internacionals
| Títol                  | Equip (*) | País     | Any  |
| ---------------------- | --------- | -------- | ---- |
| Copa del Món de Futbol | Itàlia    | Alemanya | 2006 |

(*)Inclou la Selecció

### Distincions individuals
| Distinció                                       | Any     |
| ----------------------------------------------- | ------- |
| Màxim golejador de la Serie B (30 gols)         | 2003-04 |
| Màxim golejador de la Serie A (31 gols)         | 2005-06 |
| Bota d'Or (31 gols)                             | 2005-06 |
| Màxim golejador de la Bundesliga (24 gols)      | 2007-08 |
| Màxim golejador de la Copa de la UEFA (10 gols) | 2007-08 |
| Màxim golejador de la Serie A (22 gols)         | 2014-15 |

### Ordres
- Collar d'Or al Mèrit Esportiu: 2006

-  Ufficiale Ordine al Merito della Repubblica Italiana: 2006